# Région de l'Øresund

Carte de la région de l'Øresund

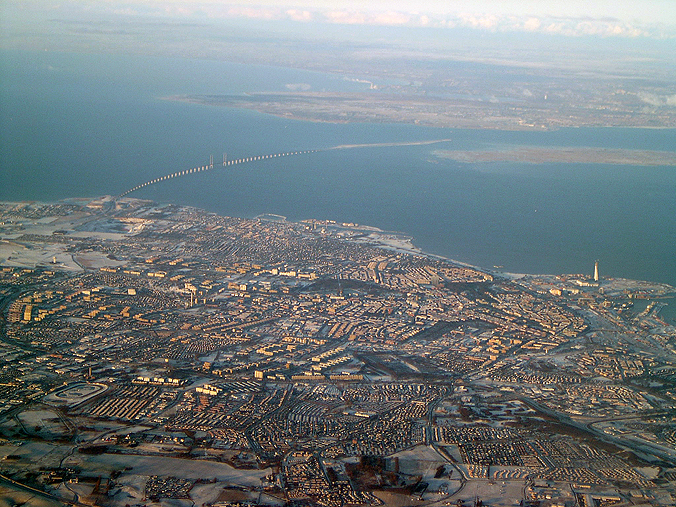
Le détroit de l'Øresund entre Malmö (au premier plan) et l'île d'Amager et le sud de Copenhague (à l'arrière-plan)

La région de l'Øresund (en danois : Øresundsregionen) ou région de l'Öresund  (en  suédois : Öresundsregionen) est une région transfrontalière de Scandinavie qui s'étend de part et d'autre du détroit de l'Øresund. Elle est centrée sur les villes de Copenhague et Malmö, reliées entre elles par le pont de l'Oresund. La région comprend la région de Copenhague et le Sjælland du côté danois et la Scanie du côté suédois. La région compte 3 732 000 habitants en 2009 pour une densité moyenne de 176 hab./km2.
Jusqu'en 1658, l'ensemble de cette région était danoise, mais la Scanie devint suédoise par le traité de Roskilde. Certains habitants de Scanie se sentent toujours plus danois que suédois, bien que ce séparatisme soit très limité et ne pose pas de problèmes politiques.

## Organisation politique
En 1993,  la Sélande et la Scanie créent le Öresundskomiteen (da), un comité de coopération transfrontalière. Son but est de supprimer les barrières frontalières et de renforcer le développement dans la région de l'Øresund. Le comité est financé par des cotisations des membres en fonction de son nombre d'habitants et par des subventions du conseil nordique des ministres. Le nom Öresundskomiteen est un mélange de suédois et de danois, Öresund étant suédois et komiteen danois.
Le 1er janvier 2016, le comité devient le Greater Copenhagen & Skåne Committee.

## Activités transfrontalières
La région est un centre important de l'économie scandinave et une des régions les plus dynamiques d'Europe. Entre 2001 et 2007, l'augmentation annuelle du trafic sur le pont de l'Øresund a oscillé entre 10 et 17 %, et s'est ralenti ensuite du fait de la crise économique de 2008-2010, mais ce sont encore 71 700 personnes par jour en moyenne qui empruntent le pont. Ceci est en partie dû au fait que les Suédois vont travailler au Danemark, profitant des besoins de personnel à Copenhague ainsi que des salaires plus élevés, tandis que les Danois s'installent dans le sud de la Suède, où les prix sont inférieurs. Ainsi, en 2009, 3 200 personnes ont migré depuis la partie danoise jusqu'à la partie suédoise de la région.
En dehors du travail, de nombreux déplacements quotidiens à travers le pont sont motivés par la vie nocturne et la vie culturelle de Copenhague, ainsi que par son aéroport. En effet, le principal aéroport de Scanie, l'aéroport de Malmö, est principalement utilisé pour les vols intérieurs, bien que des compagnies aériennes à bas prix telles que Ryanair et Wizz Air aient essayé d'utiliser cet aéroport pour desservir à moindre coût le Danemark et le sud de la Suède.

## Principales villes
- Copenhague - 528 000
- Malmö - 295 000
- Helsingborg - 128 000
- Lund - 108 000
- Frederiksberg - 97 000
- Roskilde - 82 000